# Montignac-Charente
Pour les articles homonymes, voir Montignac.
Cet article concerne Montignac au nord d'Angoulême. Pour l'autre commune du même nom dans le département, voir Montignac-le-Coq.
Montignac-Charente est une commune du Sud-Ouest de la France, située dans le département de la Charente (région Nouvelle-Aquitaine). Le 1er janvier 2025, elle fusionne avec la commune de Vars pour constituer la commune nouvelle de La Boixe.
Ses habitants sont les Montignacais et les Montignacaises.

## Géographie

### Localisation

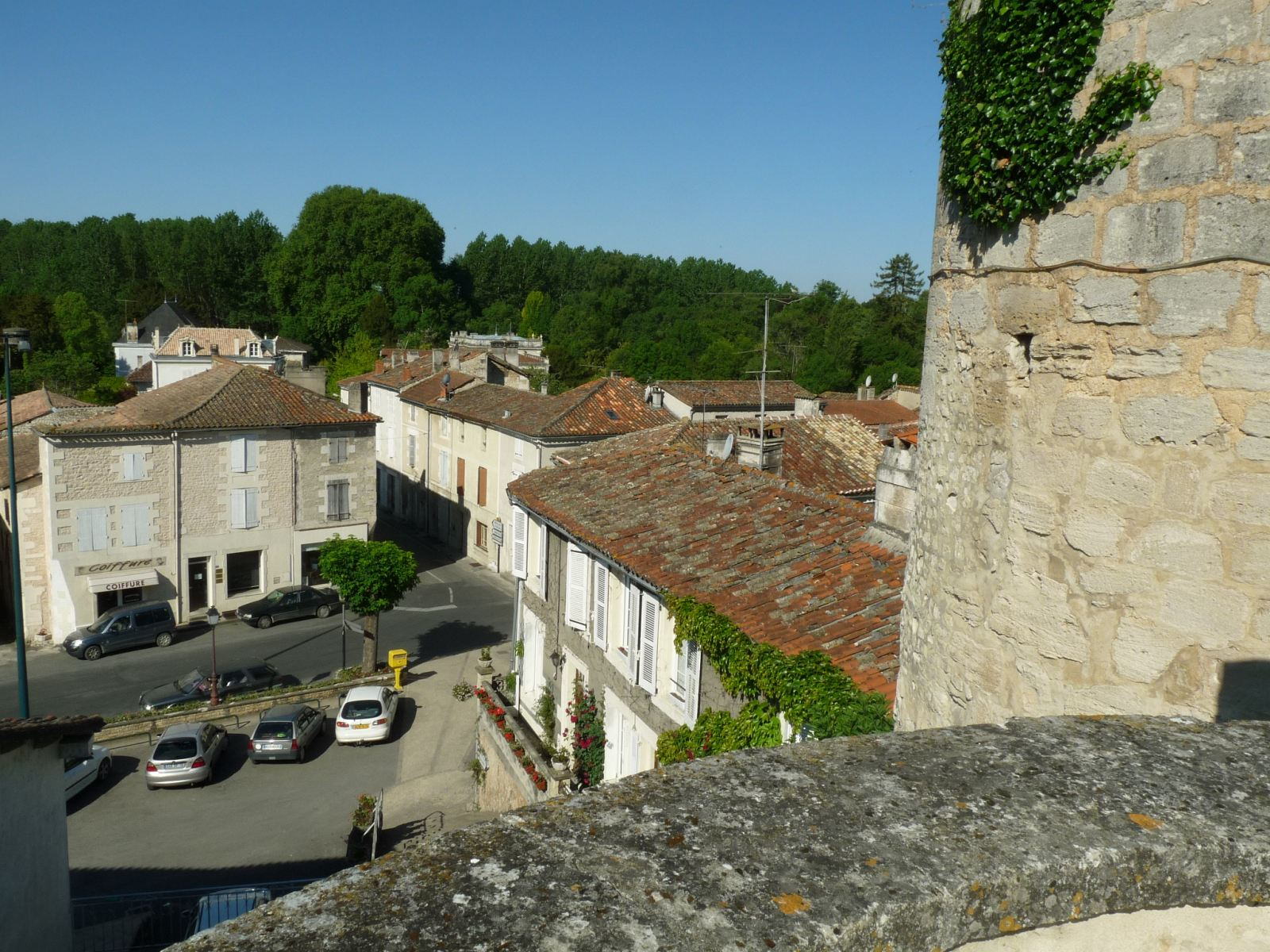
Montignac vue depuis le château.

La commune de Montignac est située à 15 km au nord d'Angoulême, le long de la Charente.
Le bourg de Montignac, construit sur la rive gauche du fleuve, est aussi à 2 km de Saint-Amant-de-Boixe, le chef-lieu de son canton, 2 km de Vars, 11 km de Mansle, 15 km de Rouillac et d'Aigre.
| Vouharte              |                   | Saint-Amant-de-Boixe |
| Saint-Genis-d'Hiersac | Montignac-Chrente |                      |
| Marsac                | Vars              |                      |

### Géologie et relief
Géologiquement, la commune se trouve dans le calcaire du Bassin aquitain, datant du Jurassique supérieur (Kimméridgien). Au nord du bourg, la petite falaise surplombant la Charente est constituée de grèze de l'époque quaternaire, et le lit du fleuve d'alluvions constitués de sable, argile et tourbe, qui se sont déposés successivement pendant le quaternaire, principalement sur les rives convexes des méandres (ouest et sud-est de la commune),,.
Le bourg de Montignac est construit au pied d'un plateau calcaire dominant la vallée et le reste de la commune, presque entièrement compris dans la vallée de la Charente. L'altitude de la commune est comprise entre 39 m, au bord de la Charente au sud, et 90 m au nord-ouest du bourg sur la rive concave.

### Hydrographie

#### Réseau hydrographique

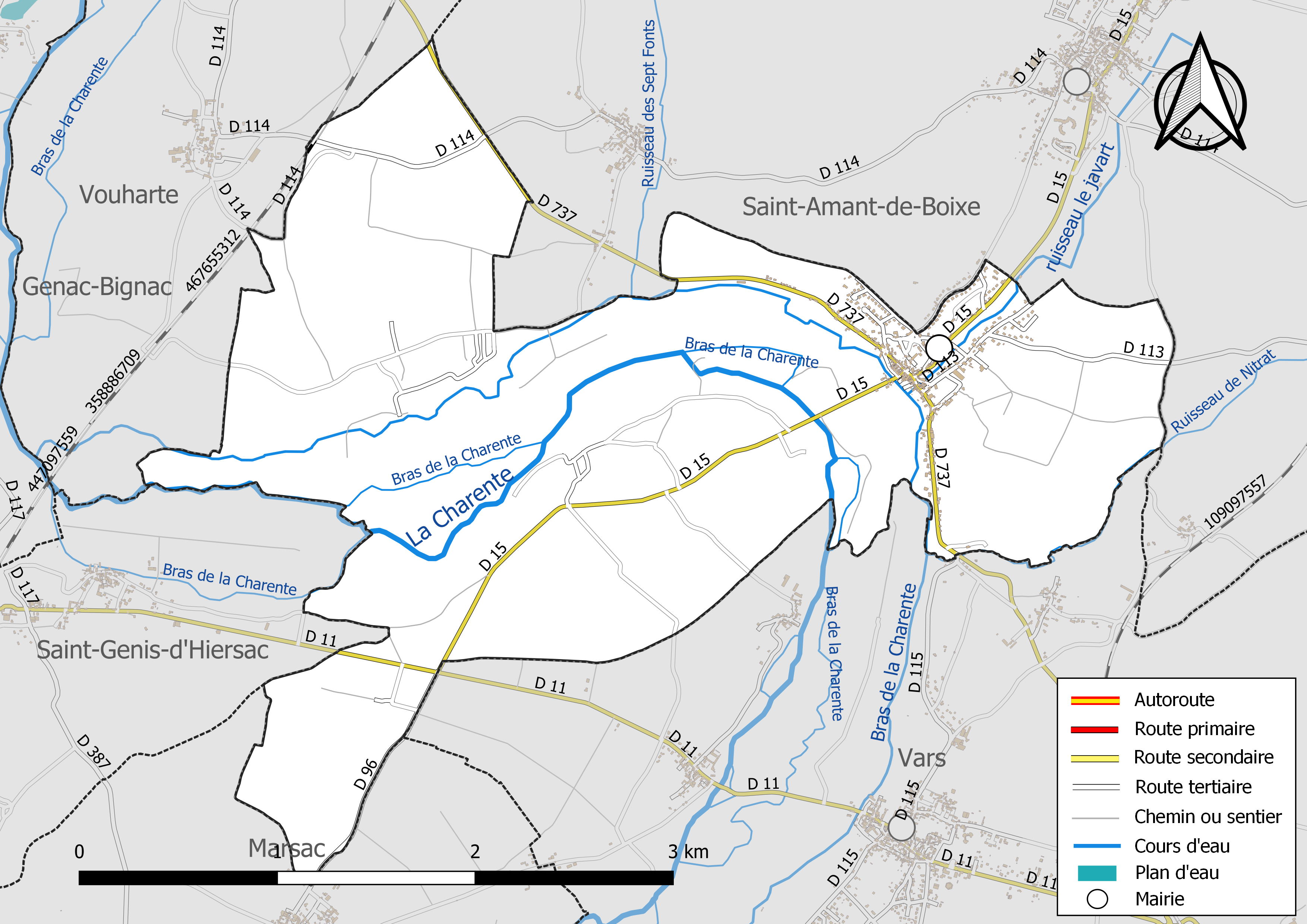
Réseaux hydrographique et routier de Montignac-Charente.

La commune est située dans le bassin versant de la Charente au sein du Bassin Adour-Garonne. Elle est drainée par la Charente, le ruisseau le javart, le ruisseau de Nitrat, qui constituent un réseau hydrographique de 13 km de longueur totale,.
Le bourg de Montignac est situé sur la rive gauche de la Charente en amont d'Angoulême, sur la rive concave et dans l'axe d'un de ses méandres. La commune occupe une partie de ce méandre.
Sur la rive gauche, d'amont en aval, on peut citer trois petits ruisseaux affluents du fleuve : le ruisseau des Sept Fonts qui limite la commune à l'ouest, près de l'hippodrome, le Javart qui passe au bourg et qui descend de Saint-Amant, et le Nitrat qui fait la limite au sud-est.

#### Gestion des eaux
Le territoire communal est couvert par le schéma d'aménagement et de gestion des eaux (SAGE) « Charente ». Ce document de planification, dont le territoire correspond au bassin de la Charente, d'une superficie de 9 300 km2, a été approuvé le 19 novembre 2019. La structure porteuse de l'élaboration et de la mise en œuvre est l'établissement public territorial de bassin Charente. Il définit sur son territoire les objectifs généraux d’utilisation, de mise en valeur et de protection quantitative et qualitative des ressources en eau superficielle et souterraine, en respect des objectifs de qualité définis dans le troisième SDAGE  du Bassin Adour-Garonne qui couvre la période 2022-2027, approuvé le 10 mars 2022.

### Climat
Comme dans les trois quarts sud et ouest du département, le climat est océanique aquitain.

## Urbanisme

### Typologie
Au 1er janvier 2024, Montignac-Charente est catégorisée commune rurale à habitat dispersé, selon la nouvelle grille communale de densité à 7 niveaux définie par l'Insee en 2022.
Elle est située hors unité urbaine. Par ailleurs la commune fait partie de l'aire d'attraction d'Angoulême, dont elle est une commune de la couronne,. Cette aire, qui regroupe 94 communes, est catégorisée dans les aires de 50 000 à moins de 200 000 habitants,.

### Occupation des sols
L'occupation des sols de la commune, telle qu'elle ressort de la base de données européenne d’occupation biophysique des sols Corine Land Cover (CLC), est marquée par l'importance des territoires agricoles (84,3 % en 2018), une proportion identique à celle de 1990 (84,3 %). La répartition détaillée en 2018 est la suivante : 
terres arables (49,7 %), prairies (19,2 %), zones agricoles hétérogènes (11,2 %), forêts (7,1 %), zones urbanisées (5,8 %), cultures permanentes (4,2 %), espaces verts artificialisés, non agricoles (2,8 %). L'évolution de l’occupation des sols de la commune et de ses infrastructures peut être observée sur les différentes représentations cartographiques du territoire : la carte de Cassini (XVIIIe siècle), la carte d'état-major (1820-1866) et les cartes ou photos aériennes de l'IGN pour la période actuelle (1950 à aujourd'hui).

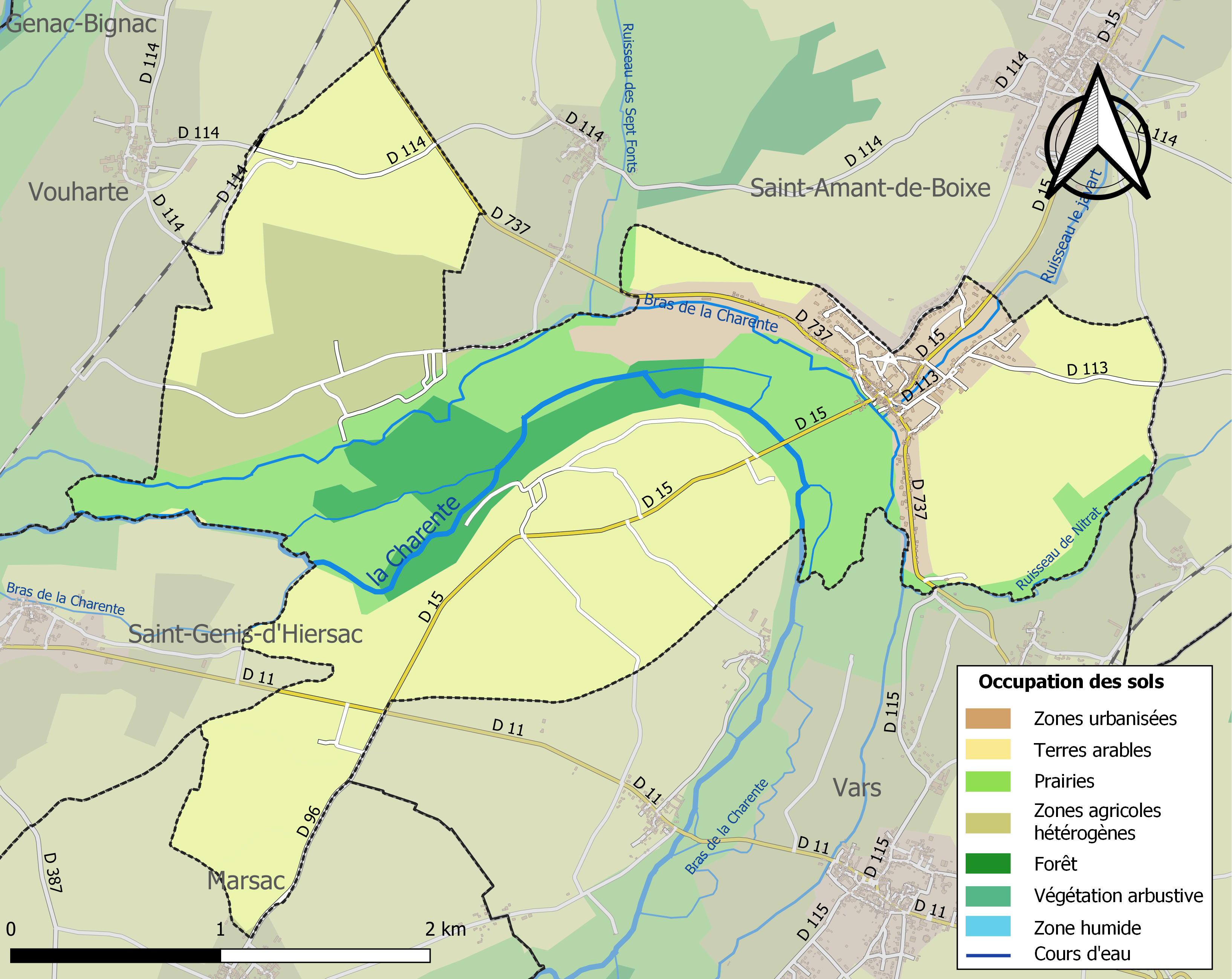
Carte des infrastructures et de l'occupation des sols de la commune en 2018 (CLC).

### Hameaux, lieux-dits et écarts
Quelques hameaux importants occupent la commune : à l'ouest le Tapis sur la rive gauche de la Charente et Chebrac sur la rive droite. D'autres hameaux moins importants longent la vallée : Chardonneau, les Boiteaux, Lugérat, le Peu, les Avenaux, le Pont de Lachenaud.
Le bourg de Montignac est situé en limite nord de commune et touche la commune voisine de Saint-Amant-de-Boixe.

### Voies de communication et transports
La route principale est la D 737, route secondaire reliant Angoulême à Niort par Aigre. Elle traverse le bourg en longeant la Charente. Le bourg est aussi situé au carrefour de la D 15, route qui, au sud-ouest, franchit la Charente et rattrape la D 11 qui va en direction de Rouillac par Saint-Genis-d'Hiersac, et au nord-est vers Saint-Amant-de-Boixe et Mansle par la D 18.

### Risques majeurs
Le territoire de la commune de Montignac-Charente est vulnérable à différents aléas naturels : météorologiques (tempête, orage, neige, grand froid, canicule ou sécheresse), inondations et séisme (sismicité modérée). Un site publié par le BRGM permet d'évaluer simplement et rapidement les risques d'un bien localisé soit par son adresse soit par le numéro de sa parcelle.
Certaines parties du territoire communal sont susceptibles d’être affectées par le risque d’inondation par débordement de cours d'eau, notamment la Charente. La commune a été reconnue en état de catastrophe naturelle au titre des dommages causés par les inondations et coulées de boue survenues en 1982, 1983, 1993, 1999 et 2021,.

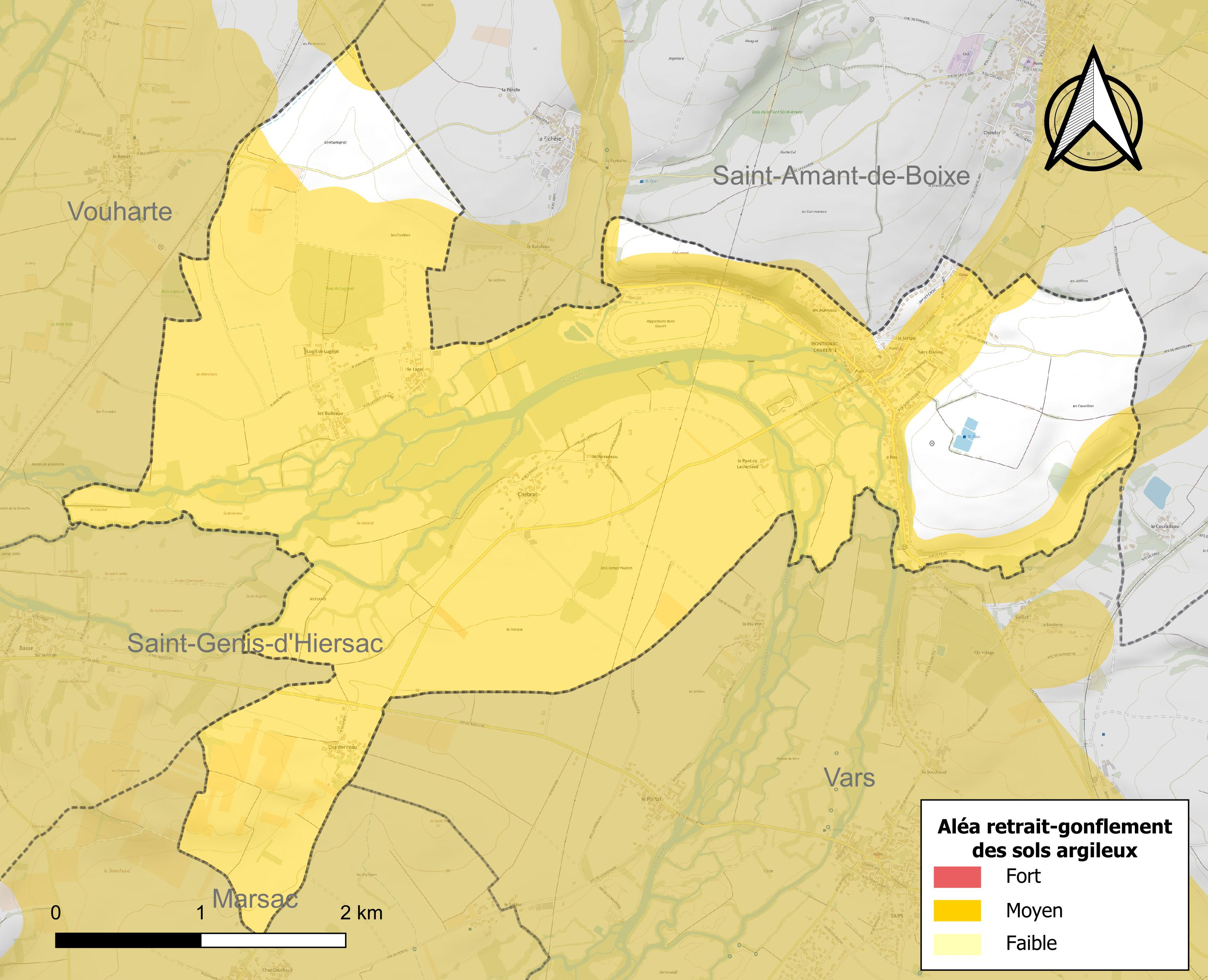
Carte des zones d'aléa retrait-gonflement des sols argileux de Montignac-Charente.

Le retrait-gonflement des sols argileux est susceptible d'engendrer des dommages importants aux bâtiments en cas d’alternance de périodes de sécheresse et de pluie. 84,8 % de la superficie communale est en aléa moyen ou fort (67,4 % au niveau départemental et 48,5 % au niveau national). Sur les 408 bâtiments dénombrés sur la commune en 2019,  385 sont en aléa moyen ou fort, soit 94 %, à comparer aux 81 % au niveau départemental et 54 % au niveau national. Une cartographie de l'exposition du territoire national au retrait gonflement des sols argileux est disponible sur le site du BRGM,.
Par ailleurs, afin de mieux appréhender le risque d’affaissement de terrain, l'inventaire national des cavités souterraines permet de localiser celles situées sur la commune.
Concernant les mouvements de terrains, la commune a été reconnue en état de catastrophe naturelle au titre des dommages causés par la sécheresse en 2005 et 2010 et par des mouvements de terrain en 1999 et 2021.

## Toponymie
Les formes anciennes sont Montiniacum en 1212, Montinhiaco, Montinhacum en 1405, Montignaco.
L'origine du nom de Montignac remonterait à un nom de personne gallo-romain Montinius, dérivé de Montinus, auquel est apposé le suffixe -acum, ce qui correspondrait à Montiniacum, « domaine de Montinius »,.

## Histoire
À l'époque romaine, Montignac était déjà un carrefour de deux voies romaines, la voie d'Agrippa de Saintes à Lyon, est-ouest, qui traversait la Charente par un pont de bois appelé pont Rouge situé en aval du pont actuel, et la voie de Périgueux à Rom et Poitiers, nord-sud, appelé la Chaussade.
Montignac comme Marcillac fait partie du domaine des comtes d'Angoulême. Ils y construisirent d'abord un fort, puis commencèrent avant le IXe siècle les travaux d'un gigantesque retranchement pour s'opposer à l'invasion normande appelé encore aujourd'hui Fossé au Comte jusqu'à Vibrac par Douzat. Celui-ci s'étend sur une vingtaine de kilomètres et coupe la grande boucle que fait la Charente par Angoulême,,,.
Au début du XIe siècle, Guillaume II Taillefer obtient l'autorisation de l'évêque d'Angoulême de fortifier le château à partir des matériaux du tout proche castrum d'Andone qu'il possédait à Villejoubert.
Dans les premières années du XIIe siècle, le château n'appartenait plus que pour un quart au comte d'Angoulême, et Vulgrin II avec l'aide du duc d'Aquitaine, et de seigneurs voisins de la Saintonge et du Poitou, dut y mettre le siège, le commandant de la place Gérard de Blaye refusant de s'en dessaisir. Finalement Vulgrin s'y établit et en fit hommage à Girard II, évêque d'Angoulême.
En 1220, comme tout l'Angoumois, le château passa des Taillefer aux Lusignan par mariage d'Isabelle d'Angoulême, ex-reine d'Angleterre, avec Hugues X de Lusignan.
En 1243, son quatrième fils, Guillaume de Valence, hérita de Montignac. Mais il devint comte de Pembroke et résida moins souvent en France. Il acquit aussi la châtellenie de Neuvicq. Montignac passa à ses descendants, Guillaume II de Valence, puis Aymar de Valence, mort en 1324. En 1350, Pierre II d'Amboise, vicomte de Thouars, en était le propriétaire. Il passa ensuite dans la maison des La Rochefoucauld en 1399, qui le gardèrent jusqu'à la Révolution.
Pendant le Moyen Âge, Montignac était sur le chemin de Saint-Jacques-de-Compostelle qui passait en Charente par Nanteuil-en-Vallée, Tusson, Saint-Amant-de-Boixe, Angoulême, Mouthiers, Puypéroux, Aubeterre.
Lors de la guerre de Cent Ans, Montignac eut à souffrir de nombreux dégâts, la place forte étant convoitée par les deux camps, et les fortifications étaient négligées. La paix revenue, Montignac perdit de son importance.
À partir du XVe siècle, la châtellenie est érigée en baronnie.
Les foires sont anciennes et se tiennent au bourg de Montignac le 6 de chaque mois. Elles datent du règne de Charles VI, qui accorda à Guy de La Rochefoucauld, seigneur de Montignac, en échange de ses nombreux services, la création de quatre foires annuelles. Plus tard, elles furent portées à dix, puis une chaque mois.
Un prieuré Saint-Étienne dépendant de la toute proche abbaye de Saint-Amant-de-Boixe est fusionné avec l'église actuelle en 1760 pour ne former qu'une paroisse. On peut encore en voir quelques restes à l'est du bourg près du cimetière.
De la fin du XIXe au XXe siècle, la commune était desservie par la petite gare de Vars, sur la ligne Paris-Bordeaux.
La commune, créée sous le nom de Montignac est devenue Montignac-Charente en 1801. En 1931, Montignac absorbe Chebrac.
Le 1er janvier 2025, elle fusionne avec la commune de Vars pour constituer la commune nouvelle de La Boixe.

## Politique et administration

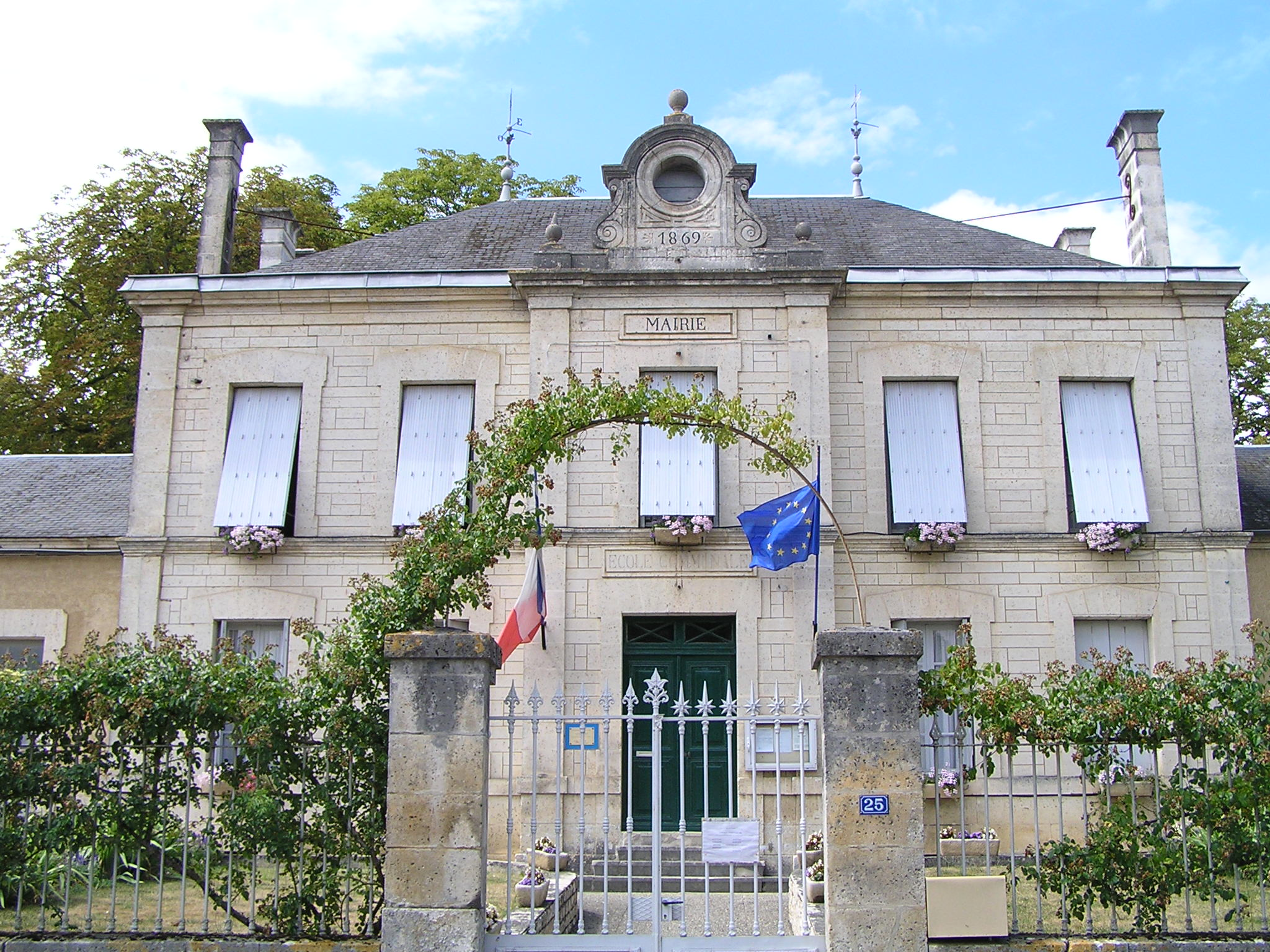
La mairie.

| Période                                  | Période  | Identité        | Étiquette                    | Qualité          |
| ---------------------------------------- | -------- | --------------- | ---------------------------- | ---------------- |
| Les données manquantes sont à compléter. |          |                 |                              |                  |
| 1928                                     | 1983     | René Gounin     | Socialiste (avant la guerre) | Instituteur      |
| 1983                                     | 1995     | Jean Raffin     |                              | Entrepreneur     |
| 1995                                     | 2014     | Claude Villéger | DVG                          | Artisan retraité |
| 2014                                     | En cours | James Chabauty  | SE                           | Retraité         |

## Population et société

### Démographie

#### Évolution démographique
L'évolution du nombre d'habitants est connue à travers les recensements de la population effectués dans la commune depuis 1793. Pour les communes de moins de 10 000 habitants, une enquête de recensement portant sur toute la population est réalisée tous les cinq ans, les populations de référence des années intermédiaires étant quant à elles estimées par interpolation ou extrapolation. Pour la commune, le premier recensement exhaustif entrant dans le cadre du nouveau dispositif a été réalisé en 2005.

En 2022, la commune comptait 699 habitants, en évolution de −4,64 % par rapport à 2016 (Charente : −0,48 %, France hors Mayotte : +2,11 %).
| 1793 | 1800 | 1806 | 1821 | 1831 | 1841 | 1846 | 1851 | 1856 |
| ---- | ---- | ---- | ---- | ---- | ---- | ---- | ---- | ---- |
| 482  | 520  | 531  | 563  | 693  | 642  | 702  | 730  | 690  |

| 1861 | 1866 | 1872 | 1876 | 1881 | 1886 | 1891 | 1896 | 1901 |
| ---- | ---- | ---- | ---- | ---- | ---- | ---- | ---- | ---- |
| 816  | 733  | 732  | 773  | 785  | 778  | 733  | 629  | 613  |

| 1906 | 1911 | 1921 | 1926 | 1931 | 1936 | 1946 | 1954 | 1962 |
| ---- | ---- | ---- | ---- | ---- | ---- | ---- | ---- | ---- |
| 554  | 553  | 441  | 502  | 518  | 597  | 529  | 554  | 568  |

| 1968 | 1975 | 1982 | 1990 | 1999 | 2005 | 2006 | 2010 | 2015 |
| ---- | ---- | ---- | ---- | ---- | ---- | ---- | ---- | ---- |
| 608  | 709  | 772  | 709  | 701  | 750  | 757  | 715  | 717  |

| 2020 | 2022 | - | - | - | - | - | - | - |
| ---- | ---- | - | - | - | - | - | - | - |
| 712  | 699  | - | - | - | - | - | - | - |

#### Pyramide des âges
La population de la commune est relativement âgée.
En 2018, le taux de personnes d'un âge inférieur à 30 ans s'élève à 28,8 %, soit en dessous de la moyenne départementale (30,2 %). À l'inverse, le taux de personnes d'âge supérieur à 60 ans est de 34,7 % la même année, alors qu'il est de 32,3 % au niveau départemental.
En 2018, la commune comptait 366 hommes pour 357 femmes, soit un taux de 50,62 % d'hommes, largement supérieur au taux départemental (48,41 %).
Les pyramides des âges de la commune et du département s'établissent comme suit.
| Hommes | Classe d’âge | Femmes |
| ------ | ------------ | ------ |
| 0,3    | 90 ou +      | 2,6    |
| 10,3   | 75-89 ans    | 11,4   |
| 20,8   | 60-74 ans    | 24,1   |
| 19,4   | 45-59 ans    | 17,9   |
| 18,1   | 30-44 ans    | 17,6   |
| 11,7   | 15-29 ans    | 13,1   |
| 19,4   | 0-14 ans     | 13,4   |

| Hommes | Classe d’âge | Femmes |
| ------ | ------------ | ------ |
| 1      | 90 ou +      | 2,7    |
| 9,2    | 75-89 ans    | 12     |
| 20,6   | 60-74 ans    | 21,3   |
| 20,7   | 45-59 ans    | 20,3   |
| 16,8   | 30-44 ans    | 16     |
| 15,6   | 15-29 ans    | 13,4   |
| 16,1   | 0-14 ans     | 14,3   |

### Enseignement
L'école est un regroupement pédagogique intercommunal (RPI) entre Marsac et Montignac. Marsac accueille l'école maternelle et Montignac l'école élémentaire, avec deux classes. Le secteur du collège est Saint-Amant-de-Boixe.

## Économie

### Agriculture
La viticulture occupe une partie de l'activité agricole. La commune est classée dans les Fins Bois, dans la zone d'appellation d'origine contrôlée du cognac.

## Culture locale et patrimoine

### Lieux et monuments

#### Patrimoine religieux
- La cloche de l'église paroissiale Notre-Dame en bronze de 200 kg date de 1666. Elle est gravée « SANCTA+MARIA+ORA+PRO+NOBIS+ME+FRANÇOIS CAZIER+PRETRE+CURE+DE L'EGLISE+DE+NOSTRE+DAME+DE+MONTIGNAC+CHARANTE+PARRIN+TRES+HAUT+TRES PUISSANT+ET+TRES ILLUSTRE+MESSIRE CHARLES+DUC DE LA ROCHEFOUCAULD+PAIR+DE+FRANCE+MARRINE+TRES HAUTE+ET+TRES PUISSANTE DAME AGNES+DUPLESSIS+DE+LEANCOURT+PRINCESSE+DE+MARSILLAC FABRICEURS+MES+CHARLES+THINON+ET PIERRE+PAPPOT P.CHARPENTIER M'A FONDU EN 1666 ». Elle est classée monument historique au titre objet depuis 1944[39].

#### Patrimoine civil
- Le donjon du XIIe siècle avec ses tours portières du XIIIe siècle sont les vestiges du château; ils ont été inscrits monuments historiques en 1962[40].

Vestiges de l'ancien château.
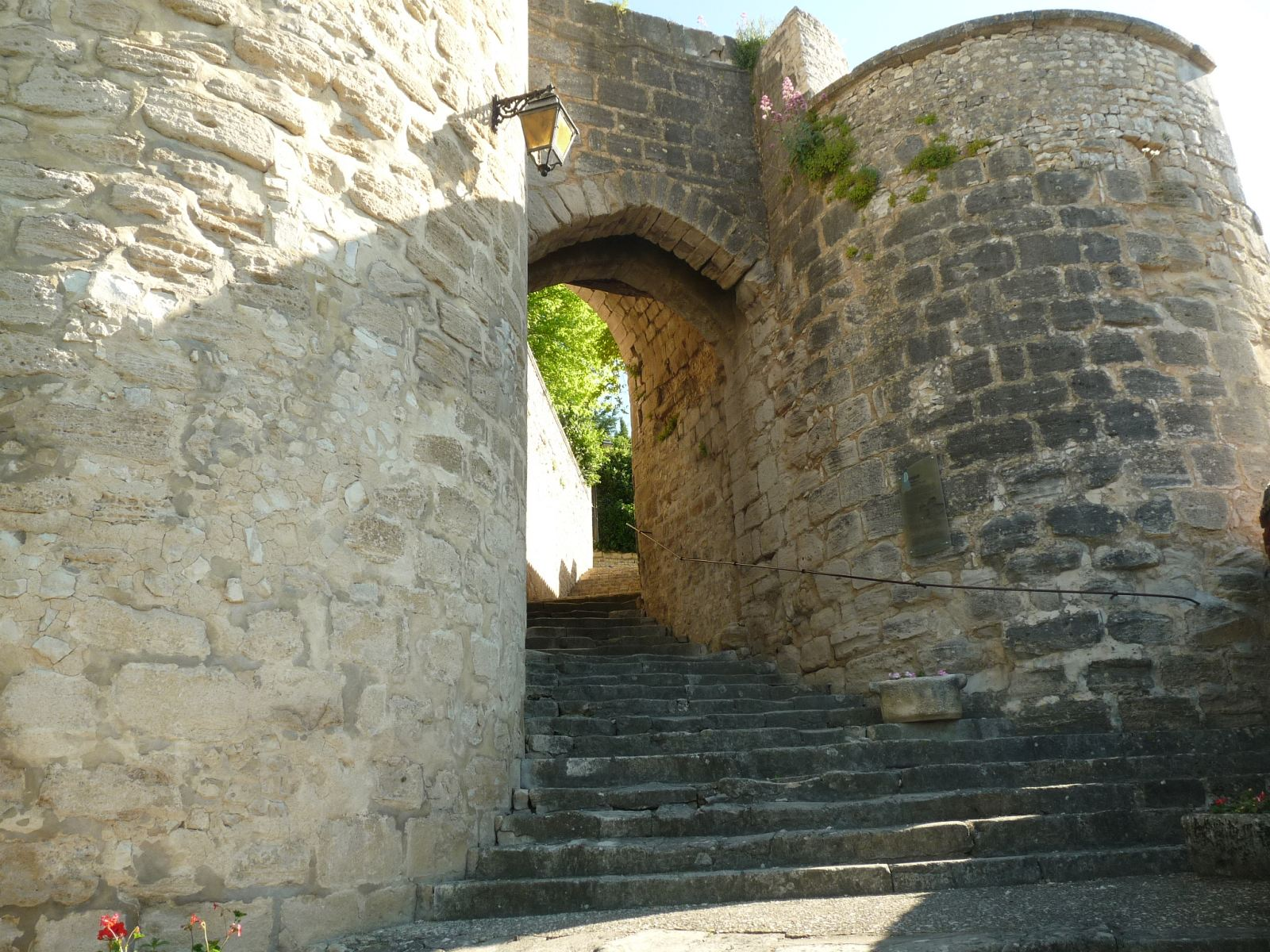
L'escalier et les tours portières.
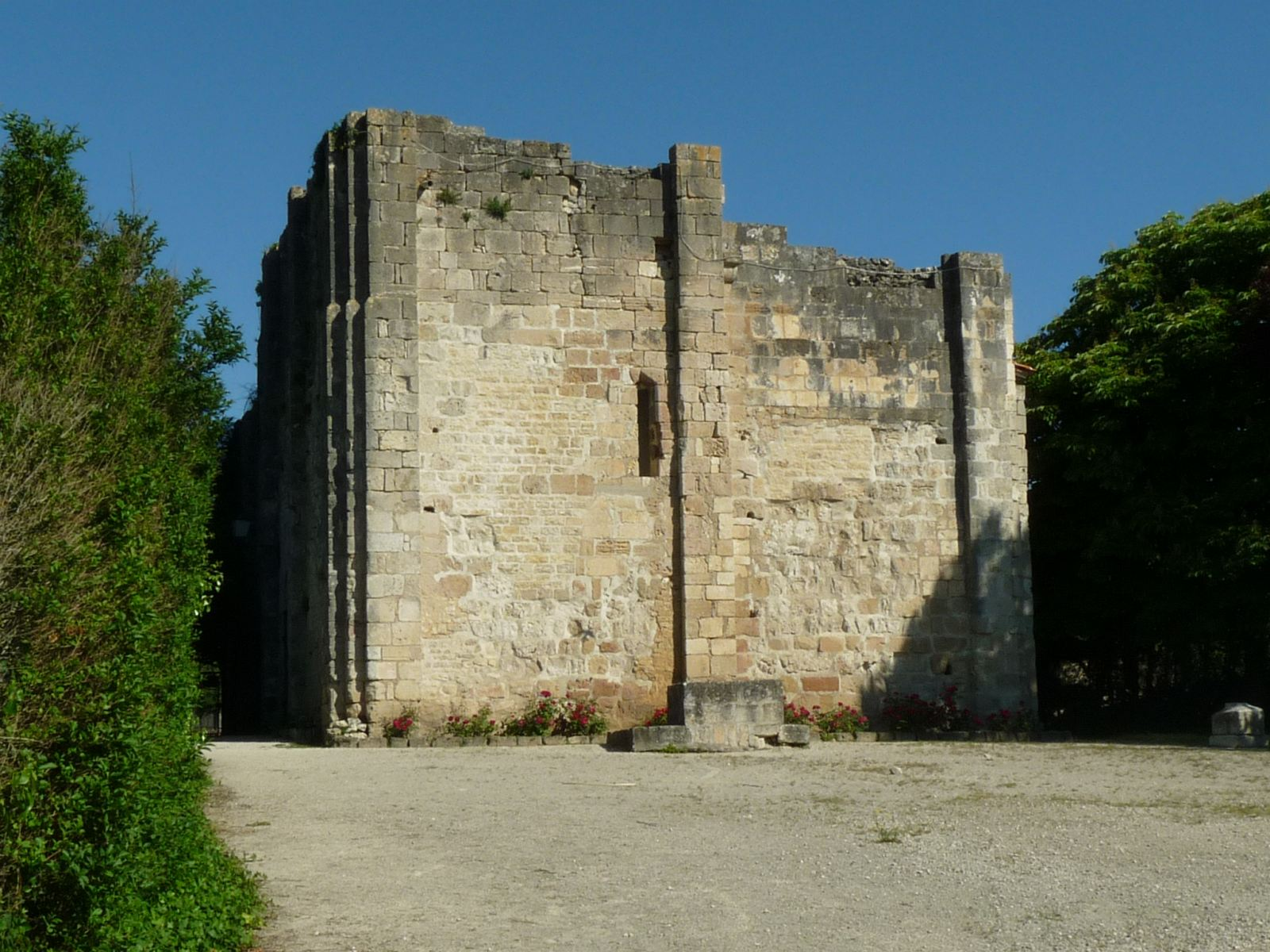
Le donjon.

- Le logis de Lugérat, situé sur la rive gauche de la Charente en amont de Montignac, date du XVIe siècle et a été remanié au XVIIIe siècle. Le corps de logis est accolé de deux tours cylindriques et d'une tour polygonale[41].

- Hippodrome[42].

#### Patrimoine environnemental
- La vallée de la Charente à Montignac fait partie d'un site Natura 2000[43].

### Héraldique
| Blason de Montignac-Charente | Blason  | Trois écus accolés : au premier losangé d’or et de gueules. Au deuxième burelé d’argent et d’azur de dix pièces aux trois chevrons de gueules brochant sur le tout, le premier écimé. Le troisième burelé d’argent et d’azur de dix pièces. |
| Blason de Montignac-Charente | Détails | Le statut officiel du blason reste à déterminer. |